# 斯旺西海灣

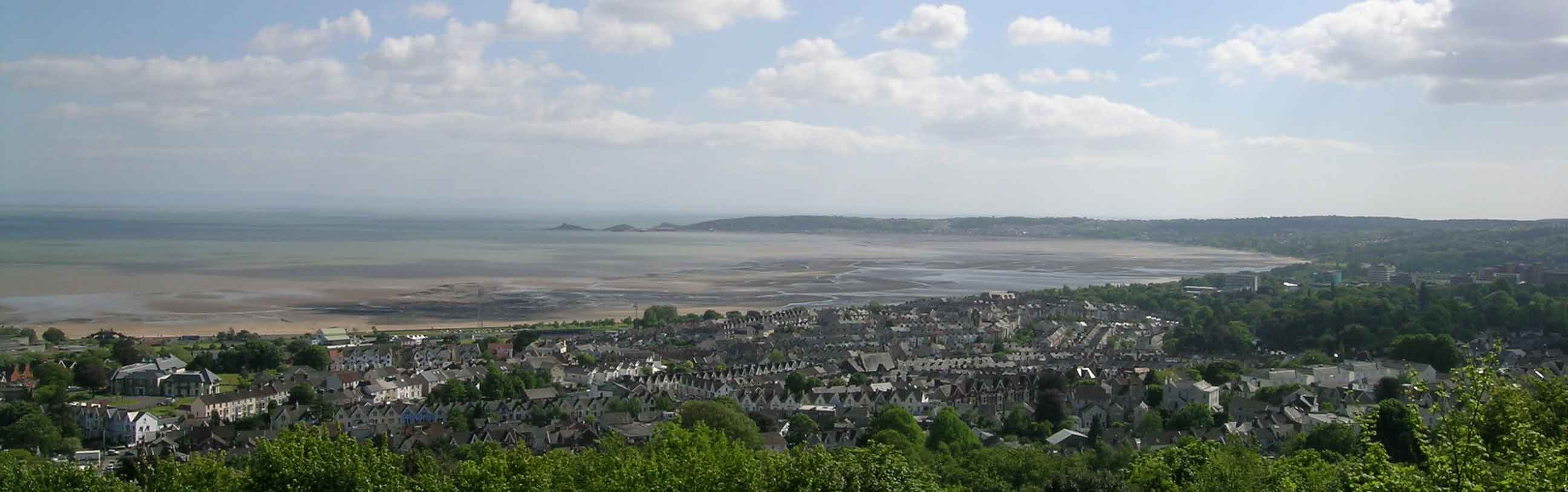
從Townhill看見的斯旺西海灣

斯旺西海灣（或譯史旺西海灣）為座落於威爾斯·斯旺西南端，屬於布里斯托尔湾（Bristol Channel）的海灣。斯旺西海灣周遭囊括了著名的觀光勝地曼博斯（Mumbles）以及塔爾伯特港。尼思河（River Neath）、塔威河（River Tawe）、阿梵河（River Afan）與布雷克皮爾溪（Blackpill Stream）皆流入這個海灣。
斯旺西海灣（與其他布里斯托尔湾上方的海岸）是世界上潮差（Tidal range）最大的地方之一，這裡有大約10公尺的潮差。

## 歷史
牡蠣採集曾經一度是斯旺西海灣重要的產業，在1860年代的鼎盛期，最高紀錄曾經有六百名員工同時受聘，從事採集牡蠣之工作。然而，過度捕捉、疾病與汙染等三個因素使牡蠣群集在1920年面臨絕跡。在2005年，關於復甦牡蠣採集業的計畫被重新提出。

## 海灘
斯旺西海灣沿岸由連綿不斷的砂質海灘所組成。每片延伸性海灘均有一個屬於它自己的名字:
- 阿貝雷芬海灘(Aberavon Beach)
- 白歌蘭灣(Baglan Bay )
- 澤西海灘(Jersey Marine Beach)
- 斯旺西灣(Swansea Bay)
- 曼博斯海灘(Mumbles Beach)

### 斯旺西海灣-海灘
斯旺西灣(Swansea Bay)是一個長約五英里的砂質延伸性海灘，位於斯旺西碼頭(Swansea Docks)與曼博斯(Mumbles)附近的內柏岩(Knab Rock)之間。海岸沿線有著自行車/人行道(是為國家自行車四號道路之其中一段)以及繁忙的海岸公路。城市和鄉村區域恰巧被海岸公路一分為二。

## 觀光旅遊
近年來，觀光旅遊業的發展，往往可以為當地帶來經濟勁升的契機。斯旺西海灣本身在維多利亞(Victorian)時代以及二十世紀早期曾經是極熱門的休憩景點。然而，時至今日，儘管從尼思河口(Neath River)到布雷克皮爾(Blackpill)之間，除了斯旺西碼頭(Swansea Docks)防波堤之外的一大段海灣，擁有著美麗的沙丘且滿佈金黃色的沙粒，但是即使是在最棒的天氣狀況的假日裡，也很少在一天內擁有超過數百名的遊客。就算是在夏天的戲水高峰期，也經常只有三三兩兩的遊客駐足。
與稀落的遊客相反地，在過去的十年左右，汙染(見下文)減少，連帶的使沙子有增無減的堆積，潮汐較微弱之處一度幾乎成為泥沼，此情形使海灣下游的淤積擴大。
在2007年二月下旬，展開了一個宣傳、振興斯旺西海灣的計畫。斯旺西郡暨斯旺西市(City and County of Swansea)|斯旺西議會(Swansea Council)宣布了若干主要為改造斯旺西海灣由斯立普(The Slip)至曼博斯墩(Mumbles Pier)段的配套措施，其中包括於斯立普興建嶄新公廁設備，並且改良聖海倫斯(St. Helens)一帶，重新開發部分區域，於史凱堤路(Sketty Lane)上興建一座新的「極限運動」中心，以及加強已廣受歡迎的布雷克皮爾(Blackpill)海水浴場，包括鋪設一條新的自行車/人行橋，連接海岸小徑與克萊茵溪谷自行車道(Clyne Valley Cycle Path)，於曼博斯(Mumbles)採石場周遭興建一座停車塔，多角化發展歐斯特茅斯(Oystermouth) 廣場，以及改良曼博斯墩(Mumbles Pier)

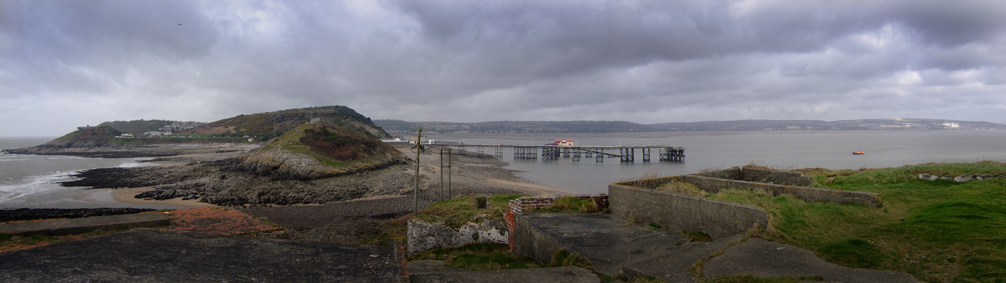
鐲灣(Bracelet bay)，曼博斯(Mumbles)以及斯旺西海灣(Swansea bay)，圖為由曼博斯燈塔(Mumbles Lighthouse)俯瞰之景觀

## 污染
就在二十世紀末的二十餘年，斯旺西海灣飽受汙染摧殘，部分汙染由周遭的重工業所造成，部分汙染來自設計不良的汙水排放點，其中一個主要的排放點就位在曼博斯燈塔(Mumbles Lighthouse)面海處。一座設在內柏岩(Knab Rock)鄰近峭壁內部的泵浦站將所有斯旺西境內未經處理過的廢水引至這個排放點以排放。形成嚴重汙染的癥結在於，海灣中自然流動的水流往往無法將汙染推出海。相反地，出海的潮汐非但無法將未經處理的汙水隨著下降流一起"往下推出"布里斯托海峽(Bristol Channel)外圍，反而導致海灣周遭的汙水被吸"入"，然後流往布里斯托海峽。一旦一波潮汐所帶來的汙水沒有妥善處理，那麼下一波潮汐便會把同樣的汙水再次推往布里斯托海峽，而不斷在斯旺西海灣周遭循環，日積月累。有關當局已對減少汙染做出了不少努力，但仍須注意以確保汙染沒有移動到高爾半島(Gower)的熱門度假海灘以替代。
這條老舊的下水道終於在1996年作廢了。取而代之的是一條嶄新的管線，新管線的範圍環繞著整個斯旺西海灣，由古曼博斯鐵道(Mumbles Railway)延伸至海灘街(Beach Street)，沿著瑪莉泰晤住宅區(Maritime Quarter )海邊，經過斯旺西碼頭 (Swansea Docks)，在泰納特港(Port Tennant)附近的克林姆蓮區(Crymlyn Burrows )接上一座以九千萬英磅重金打造的汙水處理廠，這座汙水處理廠擁有一條延伸到海外的嶄新出水口。這個重大的改善工程帶來的成果是，斯旺西海灣有望在之後的十年之間躋身藍旗海灘(Blue Flag Beach)的行列。阿貝雷芬海灘(Aberavon beach)在2007年12月已榮獲藍旗海灘資格。
作為這項工程的一部分，斯旺西市議會(Swansea City Council)在2007年的公告中亦允諾在「斯立普」(The Slip)周遭新設一些海灣旁的公廁設施。

## 發電
一座火力發電廠設立於白歌蘭灣(Baglan Bay)內陸。另塔爾波特港(Port Talbot)附近已核准新建一座生質能發電廠。

### 未來計畫
斯旺西海灣是世界上潮差最大的地方之一。這提供了一個利用潮間潟湖能源發電的可能性。這個海灣將於2009年左右設立世界第一座潮汐發電(tidal power)|潮間潟湖(tidal lagoon)能源站。而此能源站將會位於離岸一英里處的海上，佔地近五平方公里。
在利用潮汐能源發電之外，興建一座離岸風力發電系統的方案也已獲得核准。唯受經費問題影響，風力發電系統的施工已延緩。此風力發電系統的預定地位於史考維德砂洲(Scarweather Sands)，約於離岸三英里處，並且可從波斯考爾(Porthcawl)遠眺之。

## 外部連結
- 斯旺西海灣[永久] 西南威爾斯觀光委員會之官方網頁
- 斯旺西海灣: 探勘高爾半島
- 斯旺西海灣合夥公司 （页面存档备份，存于）
- 拜訪斯旺西海灣 （页面存档备份，存于）
- 大自然的力量: 斯旺西海灣: 海灘資訊 （页面存档备份，存于）
- 斯旺西海灣
- 潮間潟湖之展示

51°35′N 3°54′W / 51.583°N 3.900°W